# Lön hela dagen
Lön hela dagen, 16:06-rörelsen, ursprungligen 15:51-rörelsen, är ett initiativ som startades 2012 av Sveriges Kvinnolobby för att uppmärksamma löneskillnaden mellan kvinnor och män. Initiativet har även använt nyuträknade klockslag som namn på kampanjerna under åren efter starten.
Lön hela dagen är en sammanslutning av politiska kvinnoförbund, fackliga organisationer och kvinnorörelsens organisationer som tillsammans arbetar för att även kvinnor ska få "lön hela dagen".
Sedan kampanjens start har klockslaget flyttats fram från 15:51 till 16:06. Med den förändringstakten (2,14 minuter per år) nås lika löner år 2044. 16:06-rörelsen arbetar för att det ska gå fortare, och kräver att ambitioner omsätts i kraftfulla åtgärder.
Kampanjens mål är lika lön för lika och likvärdigt arbete.
16:06-rörelsen menar att kvinnors arbete och kvinnodominerade yrken värderas lägre på hela arbetsmarknaden, och att löneskillnader byggs strukturellt och därför måste ändras strukturellt.
Kampanjen eftersträvar:
1. Jämställd föräldraförsäkring
2. Samma möjlighet till heltid och trygga anställningsformer
3. Skärpt tillsyn av diskriminering och årliga lönekartläggningar
4. Att även strukturella löneskillnader synliggörs och åtgärdas

I nätverket ingår: Akademikerförbundet SSR, BPW Sverige, Centerkvinnorna, Fackförbundet ST, Fastighetsanställdas Förbund, Feministiskt Initiativ, Finansförbundet, Forum – Kvinnor och funktionshinder, Fredrika Bremer Förbundet, Forena – försäkringsfacket, Gröna kvinnor, Handelsanställdas förbund, Hotell- och restaurangfacket, IF Metall, Internationella Kvinnoförbundet (IKF), Kommunal, Kvinnliga Läkares Förening, Kvinnofronten, Kvinnor för fred väst, KvinnorKan, Kvinnor i Svenska kyrkan, Liberala Kvinnor, LO, Miljöpartiets jämställdhets- och mångfaldskommitté, S-kvinnor, Svenska Kvinnors Vänsterförbund, Sveriges Arbetsterapeuter, Sveriges Makalösa Föräldrar, Sveriges universitetslärare och forskare (SULF), TCO, Unizon, Varken hora eller kuvad, Vision, Vårdförbundet, Vänsterpartiets kvinnonätverk, Winnet Sverige.

## Manifestation
Den ojusterade löneskillnaden var 14,3 % år 2010 i Sverige, och namnet syftar till den tidpunkt som ger en 14,3 % kortare dag, om arbetsdagen är 8 timmar och normalt avslutas 17:00, och alltså blir den tidpunkt då kvinnor kan sägas börja jobba utan lön.
På Internationella kvinnodagen den 8 mars 2012 klockan 15:51 genomförde rörelsen en digital manifestation, debattartiklar i svenska tidningar, och på Sergels torg formade personer klockslaget 15:51 och inbjöd till fototillfälle. För att visa att skillnaden minskas årligen så har motsvarande klockslag årligen illustrerats på samma plats, och kampanjen har börjat kalla sig "Lön hela dagen".

## Andra räkneexempel
Tiden 15:51 och siffran 14,3 % år 2010 beror bland annat på löneskillnader mellan manligt och kvinnligt dominerade yrken. En justerad löneskillnad, som jämför kvinnor och mäns betalning inom samma yrke, bransch och befattning, visar en skillnad på mellan 4,2 % och 7 % i olika studier, i genomsnitt för alla branscher i Sverige.